# Angelo meccanico
Angelo meccanico (Destroying Angel) è un romanzo di fantascienza thriller cyberpunk del 1992 di Richard Paul Russo.
È stato tradotto in Italia per la prima volta per la collana Urania nel 1998.
L'ambientazione è quella tipicamente cyberpunk di un mondo ormai inquinato e deteriorato non solo dal punto di vista fisico. Tra cyborg, nuove droghe e nuove tecnologie, il protagonista si muove in una San Francisco tentacolare e labirintica, cupa e afosa per scovare e fermare un serial killer.
Angelo meccanico è il primo di una serie di romanzi che hanno per protagonista il detective Frank Carlucci. Lo seguono Cyberblues - La missione di Carlucci (Carlucci's Edge) e Frank Carlucci investigatore (Carlucci's Heart). In questo romanzo comunque Carlucci è in realtà un comprimario mentre è Louis Tanner il protagonista.

## Trama
San Francisco, metà del XXI secolo. Un serial killer uccide le sue vittime, fonde sulla loro pelle delle catene d'argento e le fa poi ritrovare alla polizia in diversi luoghi. Il poliziotto Louis Tanner aveva avuto a che fare con il caso e aveva avuto anche una soffiata; ad un certo punto le morti si erano fermate facendo pensare che probabilmente il killer, chiunque fosse, era morto e sembrava quindi tutto finito. Anni dopo però le morti ricominciano e non ci sono dubbi che l'assassino sia lo stesso. Tanner, ormai ex poliziotto, contatta Frank Carlucci, suo ex collega, per parlargli della traccia e i due ricominciano a lavorare assieme per fermare la scia di morti quanto prima possibile.
Trovare l'assassino, sfuggente, misterioso e ben nascosto, non si rivela tuttavia affatto facile, nemmeno ricorrendo a tutte le amicizie e le conoscenze che Tanner aveva ai vecchi tempi. Dovrà entrare nel Tenderloin, un piccolo quartiere malfamato e quasi al di sopra della legge dove per muoversi è necessario conoscere le regole, pena anche la morte. Una serie di coincidenze portano Tanner a conoscere una ragazzina che si fa chiamare Sookie e che, anche se lo ignora, avrà un ruolo primario nella storia e nel far scoprire e catturare lo psicopatico che si cela dietro la serie di delitti, chiamato "il killer delle catene".

## Struttura del libro
Il libro, dedicato alle amiche Karen, Lee e Patty è composto da 40 capitoli numerici per un totale di 201 pagine.

## Edizioni
- Richard Paul Russo, Angelo meccanico, traduzione di Stefano Negrini, Urania 1351, Mondadori, 1998.
- Richard Paul Russo, Angelo meccanico, traduzione di Stefano Negrini, Urania 1611, Mondadori, 2014.